# Tự thụ phấn

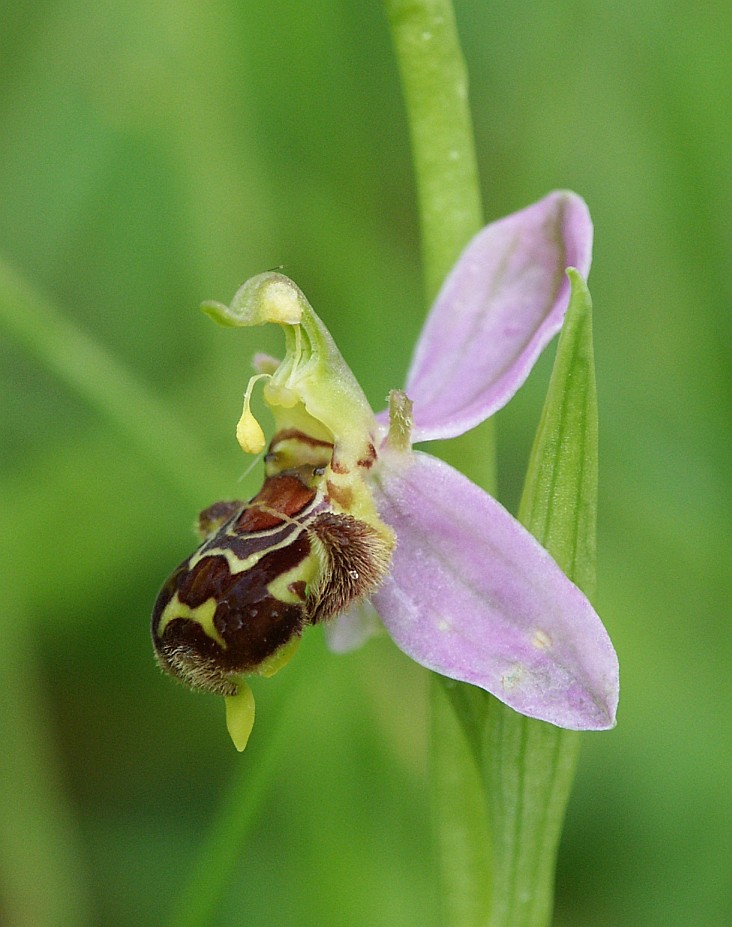
Một dạng tự thụ phấn tự động xảy ra trong loài lan Ophrys apifera. Một trong hai khối phấn tự cong mình về phía đầu nhụy.

Tự thụ phấn là khi phấn hoa từ cùng một cây rơi vào đầu nhụy (đối với thực vật có hoa) hoặc vào noãn (đối với thực vật hạt trần) của chính hoa đó. Có hai loại tự thụ phấn: trong trường hợp tự phối, phấn được chuyển tới đầu nhụy của cùng một bông hoa; trong trường hợp thụ phấn khác hoa cùng gốc, phấn hoa được chuyển từ bao phấn của một bông hoa tới đầu nhụy của một bông hoa khác trên cùng một cây hoa, hoặc từ túi bào tử đực tới noãn trong cùng một cây thực vật hạt trần (lưỡng tính). Một số loài cây có các cơ chế để đảm bảo việc tự phối, ví dụ như hoa không mở ra (thụ phấn ngậm), hoặc nhị hoa di chuyển để tiếp xúc với đầu nhụy.

## Các loại hoa tự thụ phấn
Cả hai loài lưỡng tính và loài có hoa phân tính cùng gốc đều có khả năng tự thụ phấn dẫn tới tự phối trừ phi có tồn tại cơ chế để tránh tình huống ấy. Tám mươi phần trăm tất cả các loại cây có hoa là loài lưỡng tính, có nghĩa là chúng có cả hai giới tính trong cùng một hoa, trong khi đó 5% thực vật là các loài có hoa phân tính cùng gốc. 15% còn lại do đó sẽ là cây đơn tính (mỗi cây chỉ có một giới tính). Thực vật tự thụ phấn bao gồm một vài loại lan, và hoa hướng dương. Bồ công anh có cả khả năng tự thụ phấn lẫn giao phấn.

## Ưu điểm
Có một số ưu điểm cho các loài hoa tự thụ phấn. Đầu tiên, nếu như một cấu trúc di truyền nhất định phù hợp với một môi trường, tự thụ phấn giúp giữ đặc tính này ổn định trong loài. Không bị phụ thuộc vào các tác nhân giúp thụ phấn cho phép sự tự thụ phấn diễn ra khi không có ong và gió. Tự thụ phấn cũng là một ưu điểm khi số lượng hoa nhỏ hoặc bi phân bố rộng. Trong quá trình tự thụ phấn, hạt phấn không bị truyền từ hoa này sang hoa khác. Do đó ít phung phí phấn hoa hơn. Đồng thời, nó cũng không phụ thuộc vào bất cứ thứ trung chuyển bên ngoài nào. Thực vật phát triển theo cách này không thể thay đổi đặc tính của mình và do vậy các đặc tính của loài có thể được duy trì. Bằng cách này, một loài có thể giữ nguyên sự thuần chủng.

## Nhược điểm
Nhược điểm của sự tự thụ phấn nằm ở sự thiếu sự thay đổi, khiến cho thực vật không thể thích ứng được với môi trường thay đổi hoặc sự tấn công của mầm bệnh tiềm ẩn. Tự thụ phấn có thể dẫn tới suy thoái do nội phối gây ra bởi sự bộc lộ các đột biến lặn có hại, hoặc dẫn tới việc giảm sức khỏe của loài, bị gây ra bởi việc phối các cây liên quan. Đây là lý do nhiều loài hoa có khả năng tự thụ phấn đã có những cơ chế từ bên trong nhằm ngăn chặn khả năng đó, hoặc biến nó thành lựa chọn thứ hai. Các khiếm khuyết về mặt di truyền trong các loài thực vật tự thụ phấn không thể bị xóa xổ bởi tái tổ hợp di truyền và cây con chỉ có thể tránh kế thừa các đặc tính có hại thông qua một đột biến cơ hội nảy sinh trong một giao tử.

## Các loài tự thụ phấn
Sự chuyển đổi về mặt tiến hóa từ giao phối sang tự phối là một trong những sự chuyển đổi phổ biến nhất trong thưc vật. Khoảng 10-15% các loài cây có hoa thì chủ yếu là tự phối.  Một vài ví dụ đã được nghiên cứu kỳ về loài tự thụ phấn được đề cập dưới đây.

### Paphiopedilum parishii
Tự thụ phấn của loài Paphiopedilum parishii xảy ra khi bao phấn biến đổi từ dạng rắn sang dạng lỏng và tiếp xúc trực tiếp với bề mặt đầu nhụy mà không cần sự trợ giúp của bất kỳ tác nhân giúp thụ phấn nào.

### Holcoglossum amesianum
Loài lan sống trên cây Holcoglossum amesianum có một dạng cơ chế tự thụ phấn trong đó hoa lưỡng tính quay bao phấn của nó chống lại trọng lực qua 360° để cho phấn hoa vào ngăn bầu nhụy của chính nó–mà không có sự trợ giúp của bất cứ tác nhân hay trung gian giúp thụ phấn nào. Kiểu tự thụ phấn này có vẻ như là để thích nghi tình trạng hạn hán, không có gió vào thời điểm việc ra hoa xảy ra, vào lúc mà hiếm có côn trùng. Không có các loài động vật giúp thụ phấn để có thể giao phấn, sự cần thiết của việc đảm bảo sự thành công trong sinh sản có vẻ như đã lớn hơn nhiều các hậu quả bất lợi của giao phối cận huyết. Sự thích ứng này có thể có rộng rãi trong những loài ở trong những môi trường tương tự.